# Aceite de hígado de bacalao
El aceite de hígado de bacalao, también llamado oleum morrhuae, es como su nombre indica aceite extraído de hígados de bacalao del Atlántico (Gadus morhua). Es un suplemento nutricional, suministrado comúnmente en el pasado a los niños. El aceite de hígado de bacalao contiene altos niveles de ácidos grasos omega 3 (EPA y DHA) y se cree que puede aliviar el dolor y la rigidez articular relacionada con la artritis, aunque actualmente no existen estudios científicos que respalden estas declaraciones.

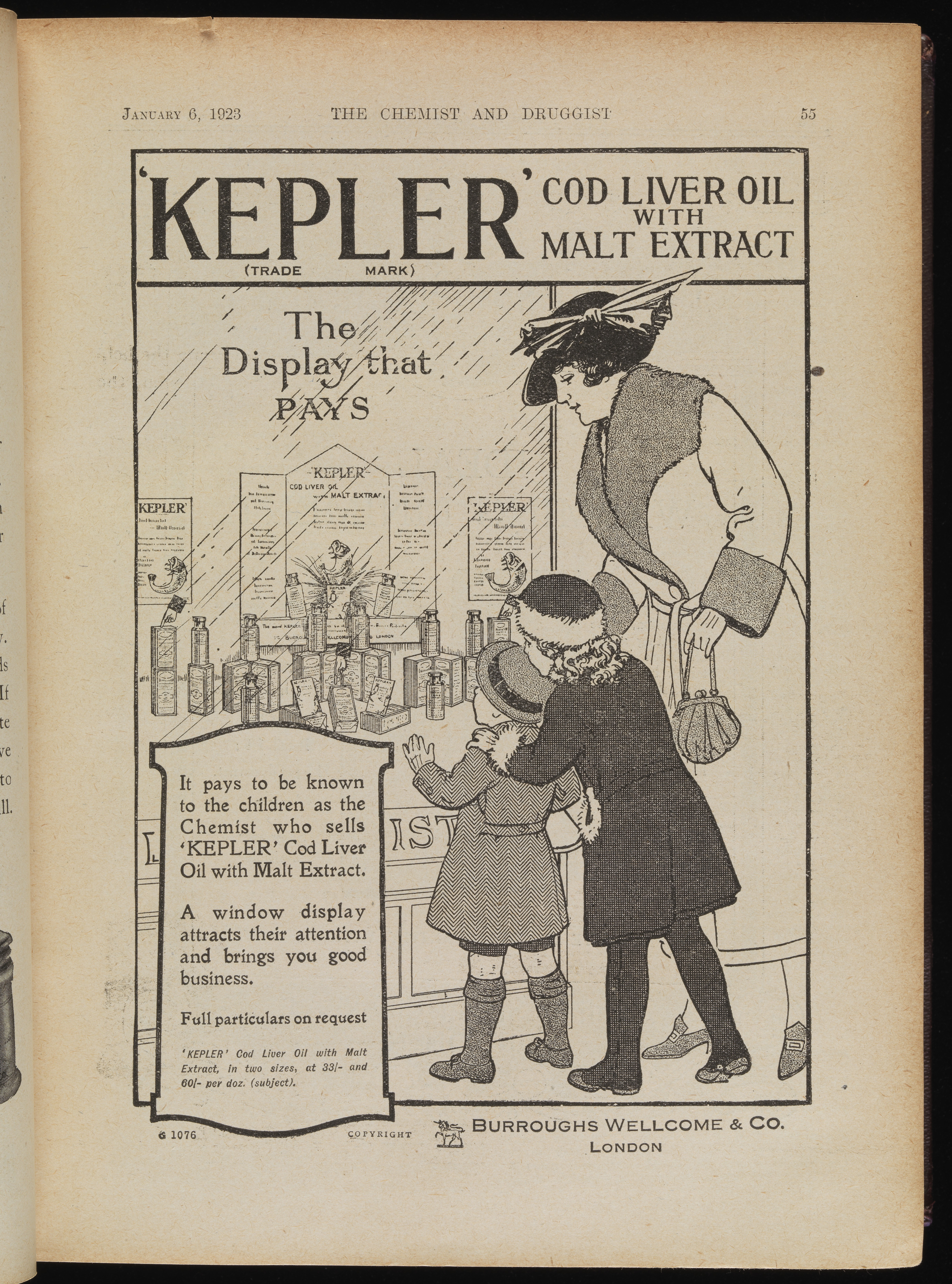
Anuncio de aceite de hígado de bacalao de 1923

Es una fuente de  vitamina A y  D. El sabor y aroma varía desde un suave sabor similar al de las sardinas hasta un intenso y molesto olor a pescado podrido y aceite rancio. El aceite de hígado de bacalao de alta calidad es un líquido oleoso amarillo pálido poco espeso con un olor peculiar ligeramente a pescado, pero no rancio, y un sabor suave también ligeramente a pescado.

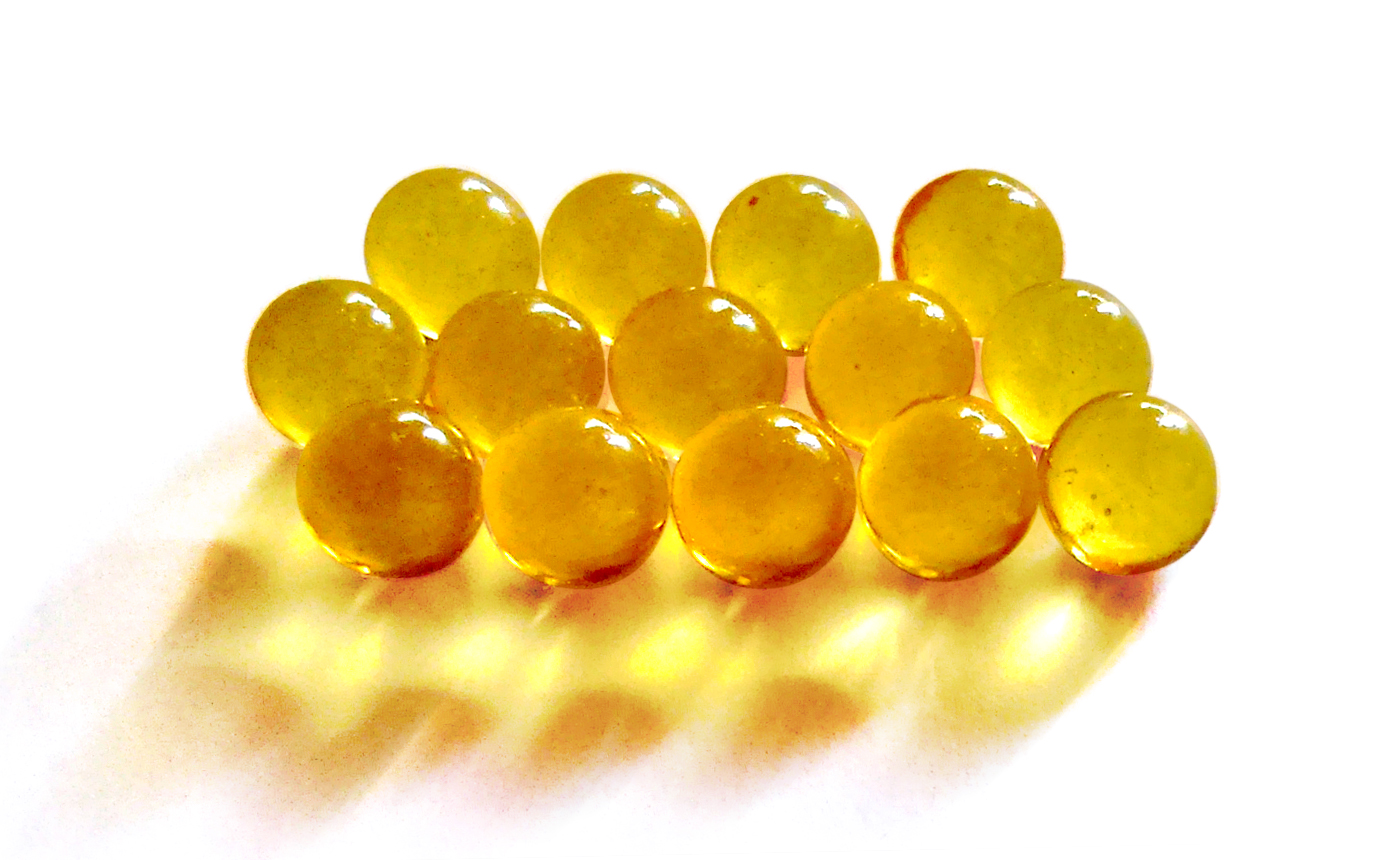
Cápsulas de aceite de hígado de bacalao.

Se ha hecho popular comercializar aceite de hígado de bacalao con esencia cítrica o de menta para hacerlo más apetecible. Algunas personas tienen recuerdos de su infancia relativos a tomar por la fuerza la emulsión de Scott (una marca popular de aceite de hígado de bacalao) hasta que se lanzó al mercado la versión con sabor a naranja.
El aceite de hígado de bacalao se obtiene cocinando hígados de bacalao al vapor y prensándolos luego para extraer el aceite. Por el contrario, los aceites de pescado se extraen de los tejidos grasos de pescados cocinados enteros durante la manufactura de productos alimenticios de pescado. El aceite de hígado de bacalao y el de pescado son parecidos pero tienen composiciones diferentes: el de pescado tiene un contenido mucho más bajo de vitaminas A y D en comparación con el de hígado de bacalao.
Esto puede suponer un problema si se necesita exceder la dosis diaria recomendada de vitaminas A y D para poder consumir cantidades terapéuticas de EPA y DHA del aceite de hígado de bacalao. Estas vitaminas son solubles en grasa, por lo que es posible que un exceso dietético (muy por encima de la dosis diaria recomendada) se acumule en el organismo y llegue a ser dañino.

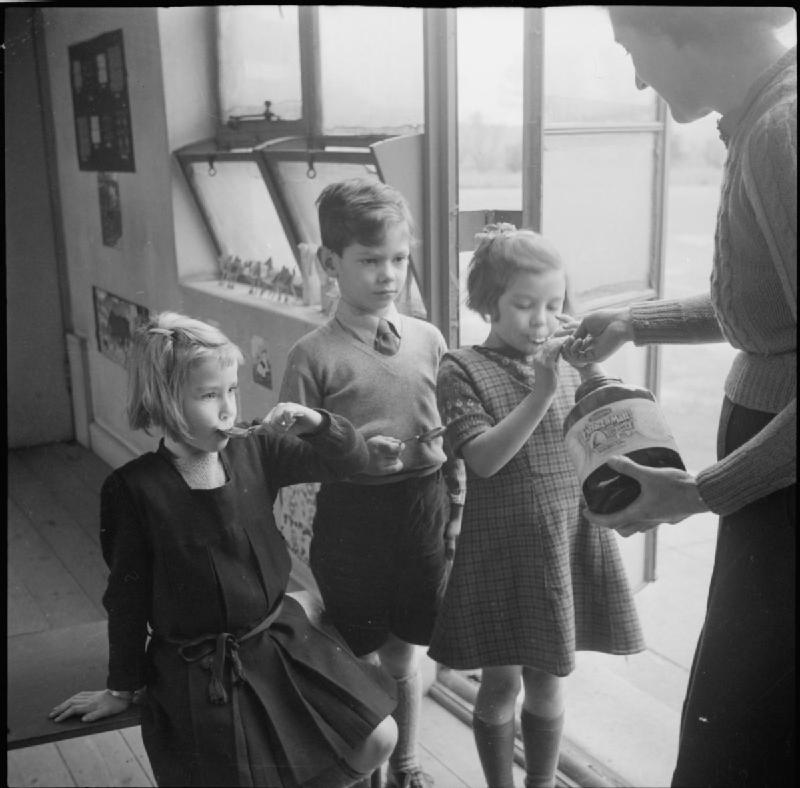
Niños tomando aceite de hígado de bacalao en 1944

Debido a que el cuerpo produce vitamina D de forma natural cuando es expuesto a la luz solar, una forma común de beneficiarse de los aceites evitando una sobredosis de vitamina D es tomar el aceite de hígado de bacalao durante el final del otoño y el invierno, y aceite de pescado durante la primavera y el verano. La dosis y el momento de consumo ideales dependen de la exposición que se haga al sol (y por tanto del nivel de producción natural de vitamina D). La única forma de asegurarse ante un posible déficit o sobredosis de vitamina D (debido a los suplementos) es realizar un análisis de los niveles vitamínicos.
En 2005, investigadores de la Universidad de California hallaron que la vitamina D puede disminuir el riesgo de desarrollar ciertos tipos de cáncer, dividiendo a la mitad las posibilidades de contraer cáncer de pecho, de ovario o de colon.
Las mujeres embarazadas que consumen aceite de hígado de bacalao tienen bebés con menor riesgo de padecer diabetes juvenil de tipo 1. Esta relación se encontró solo en madres que tomaban aceite de hígado de bacalao, no en las que tomaban suplementos multivitamínicos. Tomado durante la lactancia, el aceite de hígado de bacalao mejora el nivel de ácidos grasos en la leche materna, lo que promueve un desarrollo cerebral óptimo y también incrementa los niveles de vitamina A para prevenir infecciones. Curiosamente, el aceite de hígado de bacalao no incrementa el nivel de vitamina D en la leche materna. Pese a todo, las mujeres embarazadas deben ser cautas y no consumir grandes dosis, dado que investigadores islandeses han hallado que las dosis altas de aceite de hígado de bacalao se relacionan con un riesgo casi quíntuple de padecer hipertensión gestacional.

## Usos
En Terranova, el aceite de hígado de bacalao se ha usado a veces como base líquida para tradicionales pinturas rojas ocre, el recubrimiento tradicionalmente usado en los exteriores de edificios relacionados con la pesca del bacalao.
Se debe tener precaución cuando se toma aceite de hígado de bacalao y otros suplementos procedentes del pescado debido a que pueden contener elevados niveles de toxinas cada vez más frecuentes en peces y aves, como mercurio y PCB. Algunas compañías fabricantes de suplementos dietéticos analizan regularmente la pureza del aceite de hígado de bacalao, pero otras no.